# یونا کیم

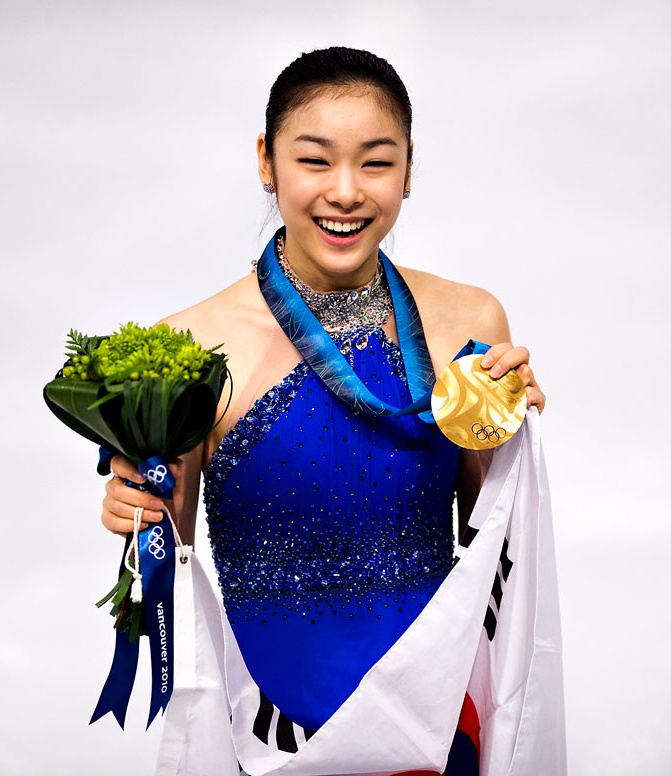
یونا کیم با مدال طلا، قهرمانی در سال ۲۰۱۰

یونا کیم (انگلیسی: Yuna Kim؛ زادهٔ ۵ سپتامبر ۱۹۹۰) اسکیت‌باز نمایشی اهل کره جنوبی است.
از افتخارات وی میتوان به کسب مدال طلا اسکیت نمایشی انفرادی زنان در بازی‌های المپیک زمستانی ۲۰۱۰ اشاره کرد.